# Renault 14
Renault 14 var en bilmodel fra Renault bygget mellem 1976 og 1983.
Modellen fandtes kun som 5-dørs hatchback med benzinstødstangsmotorer på 1,2 og 1,4 liter med effekt fra 57 til 71 hk.
Renault 14's konkurrenter var bl.a. Fiat Ritmo, Mazda 323 og Opel Kadett.
Modellen blev i 1983 afløst af Renault 9 og Renault 11.